# Drosophila notostriata
Drosophila notostriata är en tvåvingeart som beskrevs av Toyohi Okada 1966. Drosophila notostriata ingår i släktet Drosophila och familjen daggflugor.
Artens utbredningsområde är Nepal.